# Acklington
Acklington – niewielka miejscowość w Wielkiej Brytanii, w północnej Anglii, w regionie North East England, hrabstwie Northumberland.
W latach 1938 – 1972 znajdowało się tu lotnisko RAFu, na którego terenie wybudowano po roku 1972 dwa więzienia: HMP "Acklington" dla więźniów pełnoletnich oraz HMP "Castington" dla niepełnoletnich.